# High Contrast
High Contrast, (наст. имя Линкольн Баррет) — британский музыкальный продюсер и диджей.

## Творческая биография
Будучи подростком, Линк интересовался больше кино, чем музыкой. Он учился в киношколе, собираясь стать режиссёром, однако по мере обучения утратил веру в дело. «Я хотел быть режиссёром, но разочаровался в этом» — говорит он — «Меня пресытила линейность сюжетов современного кино. Музыке же не приходится быть историей. Она позволяет создать настроение, не опираясь на начало, середину или конец трека. Я пытался отойти от сюжета, хотя и брал во внимание концепцию, но все равно не зависел от образов, механики диалогов и установленных рамок — потому что музыка не имеет посредственного отношения к этому».
«Также я был разочарован британской киноиндустрией. Она славилась в течение многих лет, но сейчас её почти не существует.
Голливудские фильмы 70-х — вот их никто не имеет права касаться! «Избавление», «Таксист», «Французский связной», «Изгоняющий дьявола», «Заводной апельсин» — смехотворное количество поистине хороших фильмов…»
Фильм «Арабские ночи» J Majik’а, заканчивающийся ускользающей приятной музыкой с басом и битами, направил 17-летнего
Линкольна на путь drum’n’bass музыки.
Соединив воедино свои этику и принципы, талант к зодчеству и любовь к хорошему настроению, времени, памяти и образам,
студент киношколы Линкольн Баррет начинает писать jungle-музыку. Первыми увидели свет его композиции What’s The Story? и Suddenly,
на компиляции Plastic Surgery — один из первых проектов смешивающих drum’n’bass и мелодичный фанковый вокал. Релиз
сингла Passion закрепил за Барретом репутацию человека, внёсшего новую волну в drum’n’bass музыку. Ему было обеспечено
резидентство на университетской d’n’b вечеринке «Silent Running», и также место в уникальном магазине
Catapult record. Но это увлечение приходилось подавлять, чтобы показывать в университете отличную успеваемость.
С помощью «Silent Running» Линкольн получил возможность играть рядом с известными музыкантами, такими как John B и Grooverider, Marky и Digital, а также London Elektricity. Тони и Крис были приятно удивлены, когда Линк проиграл им несколько демоверсий своих
ранних работ, написанных в студии Catapult. После этого начались звонки и письма, которые не прекращались, пока Линк не подписал
документы с Hospital, на приобретение ими прав на композиции «Passion» и «Suddenly». Так Баррет стал частью их команды.
Для записи своего первого альбома Линк собрал вокалистов и музыкантов из Кардиффа. Этот релиз, получивший название «True Colours»,
был признан одним из самых популярных танцевальных альбомов 2002 года (Mixmag). После его выпуска Баррет получает резиденцию в легендарном клубе Fabric, и становится одним из самых востребованных диджеев на drum and bass-сцене, и беспрерывно гастролирует по Великобритании, США, по всему миру. На награждении Welsh Dance Music Awards — 2002 High Contrast был признан лучшим продюсером, а на вручении премии Drum&Bass Arena Awards — 2002 был назван открытием года.

## Особенности творчества
Музыка High Contrast’а — это смешение множества стилей, таких как джаз, диско, гараж, есть даже несколько саундтреков.
Чтобы выразить свои идеи, Линкольн использует любые средства, имеющие отношение к музыке. «Я провожу очень много времени, подбирая имена к трекам», -
объясняет он. Это необыкновенно. Для большинства продюсеров имена композиций не столь важны. «Для меня название каждого трека существует в определенном ракурсе -
является ли он уместным для меня и несет ли он какой либо смысл. Я трачу много времени, обдумывая, какие образы и слова ассоциируются у меня с музыкой.
Я проигрываю мелодии в голове, а затем пробую найти звуки, соответствующие всему этому — могут пройти годы. Трек „The Persistence of Memory“ — это короткая история,
написанная Айзеком Азимовым которую я прочитал, когда мне было 8 лет. С тех пор эта фраза не давала мне покоя…».
Кроме всего прочего, темы, волнующие High Contrast’a — это время и память. Он говорит, что «The Persistence of Memory» явно ссылается на звук «Circles» Adam’a F
середины 90-х: «Я пытаюсь возродить классический jungle — звук. Все, что вдохновляет меня — это прошлое jungle, которое интригует, ведь мне было 10 лет когда родилась
эта музыка. Впервые я попал на jungle — вечеринку в 1998 году, так что это — все, что я выучил из истории jungle. Я предпочитаю слово „jungle“ имени „drum’n’bass“ — это дань памяти».
Вообще, характерно, что Баррет вдохновлен прошлым drum and bass-сцены. Прошлым, которое он не переживал непосредственно, но впитал со старыми треками, микстейпами,
книгами… Для Линкольна сила jungle состоит в его инструментальной сущности: «Звук не зависит от языка… Звук вообще многому не подчиняется.
Неважно, на каком языке вы говорите и в какой стране живете, вы напрямую обращаетесь к большому количеству людей».
Поэтому при написании музыки Баррет отдаёт предпочтение именно инструментальным средствам выражения,
используя семплы, графическое оформление и образы.
Он также использует видео. «Звук и видео я сопоставляю как позитивное негативному. Видео — темнота, а звук — свет для меня. Это мое собственное восприятие всего этого…
Я рассматриваю звук как более чистую форму, в некотором отношении менее предрасположенную к предубеждениям. Звук более близок к истине, а визуализация подобна лжи.»
Линк вегетарианец, он не пьёт и не употребляет наркотиков.

## Дискография
Синглы:
- Global Love, 12" (Hospital Records)
- Passion, 12" (Hospital Records)
- Twilights Last Gleaming / Made It Last Night, 12" (Hospital Records)
- Papua New Guinea (D&B Mix), 12" (Not On Label)
- The Basement Track, 12" (Hospital Records)
- Music Is Everything (Remixes), 12" (Breakbeat Science Recordings)
- Basement Track, 12" (Hospital Records)
- The First Note Is Silent (feat. Tiësto & Underworld) (Hospital Records) (2011)

Альбомы LP:
- True Colours, 2xCD (2002)
- High Society (2004)
- Hospital UK (mixed)
- Tough Guys Don’t Dance (2007)
- Confidential, 2xCD, (2009)
- The Agony & The Ecstasy,  (2012)
- Night Gallery (2017)